# Bjørn Arne Nyland
Bjørn Arne Nyland (ur. 8 października 1962 w Lillestrøm) – norweski łyżwiarz szybki, mistrz świata juniorów i brązowy medalista mistrzostw Europy.

## Kariera
Pierwszy sukces w karierze Bjørn Arne Nyland osiągnął w 1981 roku kiedy zwyciężył na mistrzostwach świata juniorów w Elverum. Wśród seniorów jego największym sukcesem było zdobycie brązowego medalu podczas wielobojowych mistrzostw Europy w Hadze w 1983 roku. W poszczególnych biegach był tam kolejno jedenasty na 500 m, pierwszy na 5000 m, dwunasty na 1500 m oraz trzeci na dystansie 10 000 m.  W tym samym roku zajął siódme miejsce na wielobojowych mistrzostwach świata w Oslo, gdzie jego najlepszym wynikiem było piąte miejsce w biegu na 10 000 m. W 1984 roku wystartował na igrzyskach olimpijskich w Sarajewie, zajmując siódme miejsce w biegu na 5000 m, trzynaste na dwukrotnie dłuższym dystansie i siedemnaste na 1500 m. Wielokrotnie startował w zawodach Pucharu Świata, ale nigdy nie stanął na podium. Najlepsze wyniki osiągnął w sezonie 1986/1987, kiedy zajął piąte miejsce w klasyfikacji końcowej 1500 m. W 1988 roku zakończył karierę.